# Joachim Lottmann
Joachim Lottmann (Amburgo, 6 ottobre 1956) è uno scrittore e giornalista tedesco.

## Biografia
Joachim Lottmann è un esponente di rilievo della Popliteratur tedesca. La sua opera prima Mai, Juni, Juli, pubblicata nel 1987, fu allora stroncata dalla critica e ristampata solo nel 2003, dopo che l'edizione domenicale del Frankfurter Allgemeine Zeitung ne fece una recensione positiva.
La caratteristica che più colpisce della prosa di Lottmann è l'utilizzo dell'elogio funebre in chiave ironica, un'eccentricità che gli ha attirato le critiche di colleghi ed è da ricollegare all'uso fattone anche da Christian Kracht. È stato per breve tempo collaboratore della redazione culturale dello Spiegel nel 2005/2006.

## Opere
- Mai, Juni, Juli. Ein Roman. (1987, ristampa 2003)
- Deutsche Einheit. Ein historischer Roman aus dem Jahr 1995. (1999)
- Die Jugend von heute. (2004)
- Zombie Nation. (2006)
- Auf der Borderline nachts um halb eins. Mein Leben als Deutschlandreporter. (2007)
- Der Geldkomplex. (2009)

| Controllo di autorità | VIAF (EN) 262441334 · ISNI (EN) 0000 0001 1558 0421 · SBN RMSV036430 · LCCN (EN) n00039619 · GND (DE) 121364690 · BNF (FR) cb15708999c (data) · J9U (EN, HE) 987007444642605171 · CONOR.SI (SL) 155504739 |